# Anton Rubtsov
Anton Rubtsov, född 1987 i Tambov i Ryssland, är en rysk-tysk skådespelare. Han har varit med i både ryska och tyska filmer. Han har även varit med i den danska TV-serien Badhotellet, där han spelar Uwe Kiessling, en tysk löjtnant.

## Filmografi
- Eltern allein zu Haus, Blood Poem, Badhotellet (TV-serie)[4]